# کلادچائتا
کلادچائتا (نام علمی: Cladochaeta) نام یک سرده از تیره کاسنیان است.